# یامال ایرلاینز
یامال ایرلاینز (به انگلیسی: Yamal Airlines) یک شرکت هواپیمایی با کد یاتا YC است که در تاریخ ۱۹۹۷ میلادی تأسیس شده است. دفتر مرکزی یامال ایرلاینز در سالخارد، روسیه واقع شده‌است و به ۳۷ مقصد، پرواز مستقیم انجام می‌دهد.